# Jhalrapatan
Jhalrapatan es una ciudad en el distrito de Jhalawar en el sur del estado de Rajastán en la India. Su población es de aproximadamente 37.506 habitantes. La exministra Principal de Rajastán, Vasundhara Raje, ha sido elegido tres veces como MLA de esta ciudad. El nombre puede derivar de "ciudad de las campanas [del templo]", o de la tribu Jhala del regente Jalim Singh. El primer municipio se estableció en Jhalrapatan. El último fuerte de la India fue construido aquí. 

## Historia
Las ruinas de la ciudad cubren un área de más de una milla de este a oeste y cerca de una milla de norte a sur. Se han descubierto varios ejemplares de monedas marcadas con punzón y otras antiguas, que confirman la antigüedad del lugar. 
Jhalrapatan es especialmente famoso por sus templos medievales tempranos y posteriores. Si bien la zona fue una vez famosa por sus muchos templos antiguos, después de la destrucción a gran escala durante las invasiones islámicas, ahora sólo quedan cuatro o cinco templos del período medieval temprano. El más famoso de ellos es el templo de Sitalesvara Mahadeva. Este templo está situado a orillas del río Chandrabhaga. Fergusson, el famoso historiador, consideró este templo como el más antiguo y hermoso que había visto nunca y lo calificó como uno de los más elegantes ejemplos de arquitectura de la India. Otros importantes y hermosos templos incluyen el Templo del Sol (Surya Mandir), el Templo Dwarikadheesh, el templo de Kalikadevi, el templo del Avatar Varaha y el templo Jain de Shantinatha. 

## Templos

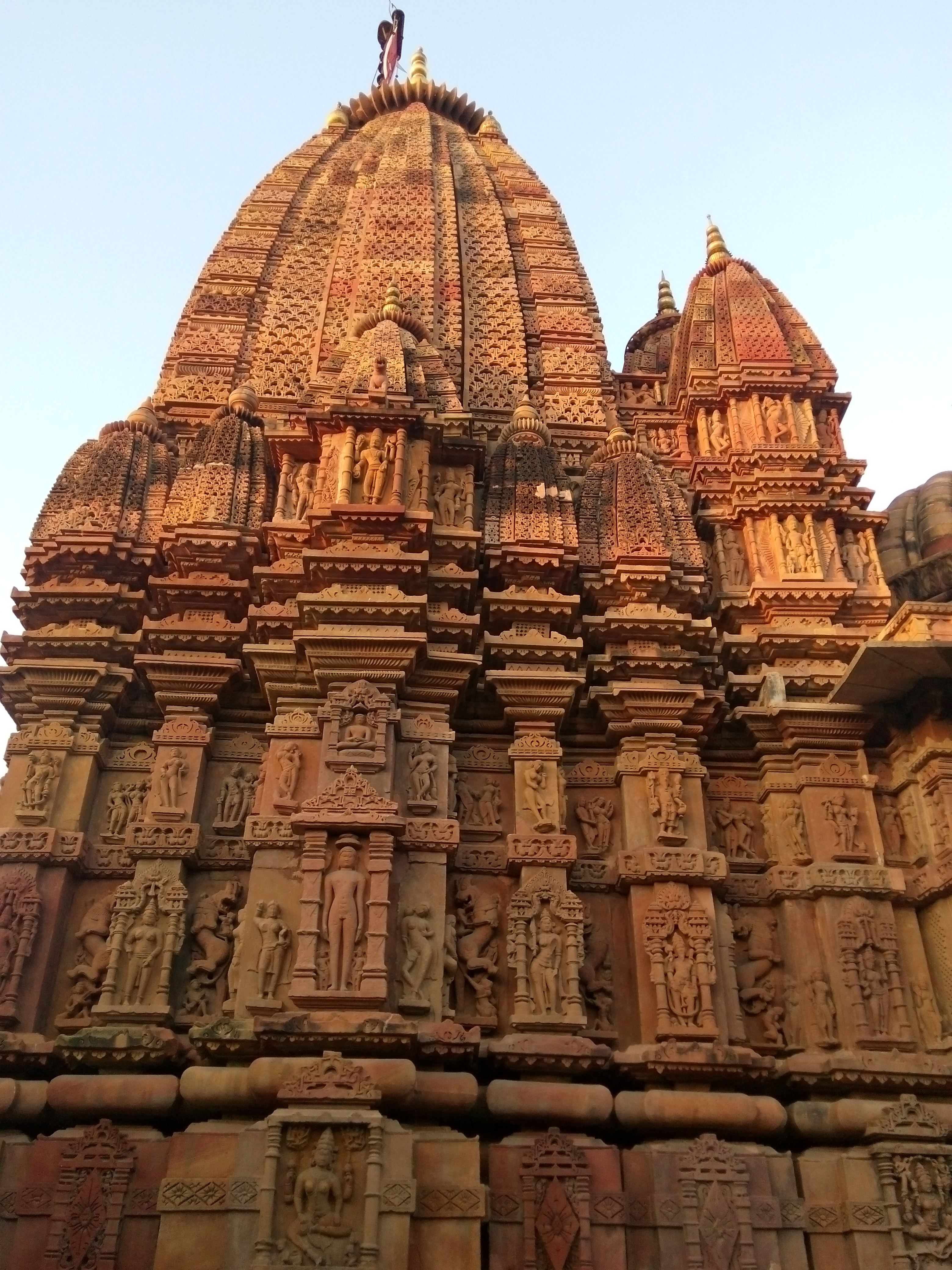
Templo Shantinath Jain

### Templo del Sol
El Templo del Sol del siglo X (Templo Padma Nabh) es famoso por su maravillosa arquitectura y esculturas. El ídolo del Señor Vishnu dentro del templo es famoso.

### Templo Shantinath Jain
El Templo Shantinath Jain fue construido en el siglo XI. El templo es hermoso con finas tallas y magníficas esculturas. Está decorado con dos elefantes blancos a la entrada del templo principal.

## Educación
Jhalrapatan tiene una estructura educativa bien establecida con un montón de escuelas primarias y secundarias. Unas de las escuelas son:
- Escuela Secundaria Superior del Gobierno
- Escuela Secundaria Superior para niñas del Gobierno
- Escuela Secundaria Vasudha Sr.
- Escuela Secundaria Dr. Radhakrishanan Sr.
- Escuela Pública Gyan Ganga
- Colegio de Ingeniería del Gobierno, Jhalaw

## Geografía
La ciudad de Jhalrapatan tiene una elevación media de trescientos diecisiete metros. Está al sur de la ciudad capital, Delhi, y al este del centro del país.

## Religión
Los grupos religiosos más grandes son los hindúes y los musulmanes, seguidos por los sijs y los jainistas. 

## Etnicidad
Se disfrutan festivales de todos los grupos étnicos. Deepawali, EID, Milad-Un-Nabi, Holi, Muharram y Rakshabandhan son los festivales más celebrados de Jhalrapatan. La feria anual de la ciudad atrae a los turistas y se celebra en invierno.